# Thelyphonellus ruschii
Thelyphonellus ruschii är en spindeldjursart som beskrevs av Pocock 1894. Thelyphonellus ruschii ingår i släktet Thelyphonellus och familjen Thelyphonidae. Inga underarter finns listade i Catalogue of Life.